# Psychomyia pusilla
Psychomyia pusilla är en art bland nattsländor som först beskrevs av Johan Christian Fabricius 1781. Den ingår i släktet Psychomyia och familjen tunnelnattsländor. Arten är reproducerande i Sverige. Inga underarter finns listade i Catalogue of Life.